# 240
Năm 240 là một năm trong lịch Julius. 